# Ruta 13 (Uruguai)
A Ruta 13 (também designada como Bartolomé Hidalgo) é uma rodovia do Uruguai que possui inicio na Ruta 8 e seu fim na Ruta 16, passando pelos departamentos de Lavalleja, Maldonado e Rocha.
Foi nomeada pela lei 15497, de 9 de dezembro de 1983, em homenagem a Bartolomé Hidalgo, escritor nascido no Uruguai.